# 窄橋匣龜
窄橋匣龜（學名：Claudius angustatus），又叫鹰嘴泥龟、窄桥麝香龟、窄桥蛋龟，是麝香龜亞科匣龜屬（Claudius）的唯一一種生物，原產於墨西哥、危地馬拉和伯利兹的淡水中，甲殼長在15釐米左右。
肉食性，以水生軟體動物為主食，也吃腐肉。

## 外部連接
- The Reptile Database上的 Claudius angustatus